# Villedaigne
Villedaigne  est une commune française située dans le  département de l'Aude en région Occitanie, à 15 kilomètres environ de Narbonne.
La commune possède un patrimoine naturel remarquable : un site Natura 2000 et une zone naturelle d'intérêt écologique, faunistique et floristique.

## Géographie

### Localisation

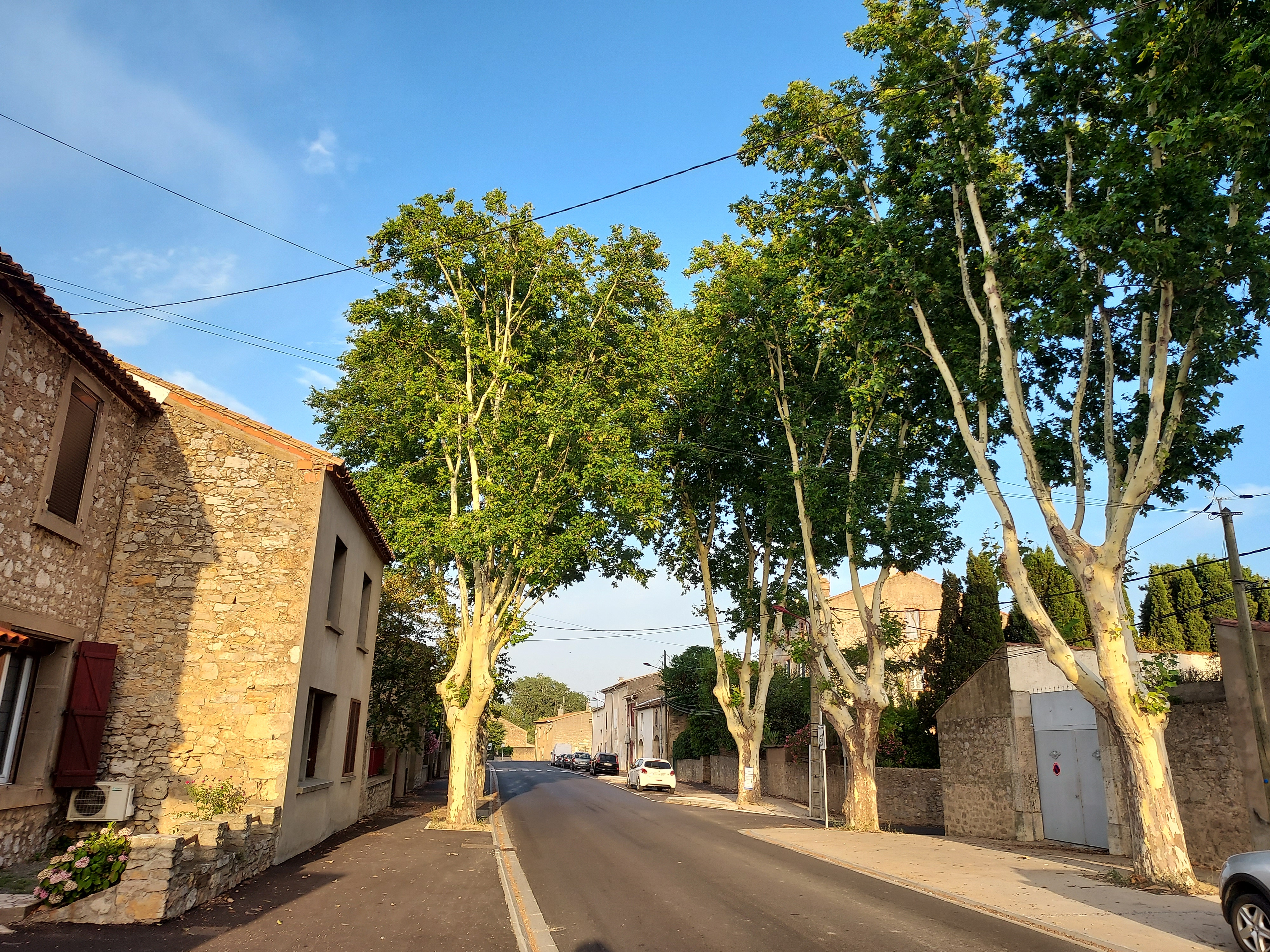
La Route de Canet à Villedaigne.

Villedaigne  est une commune située dans les Corbières, bordée à l'est par l'Orbieu, dans le nord-est du département de l'Aude.
Sur le plan historique et culturel, la commune fait partie du Narbonnais, un pays comprenant Narbonne et sa périphérie, le massif de la Clape et la bande lagunaire des étangs.
Elle se trouve dans l'aire urbaine de Narbonne et dans sa zone d'emploi, ainsi que dans l'unité urbaine de Canet et dans le bassin de vie de Lézignan-Corbières.

### Communes limitrophes
Les communes limitrophes sont  Canet, Cruscades, Névian et Raissac-d'Aude.
|       | Raissac-d'Aude |        |
| Canet | Villedaigne    | Névian |
|       | Cruscades      |        |

### Géologie et relief
La superficie de la commune est de 2,49 km2 ; son altitude varie de 19  à   36 mètres.

### Hydrographie

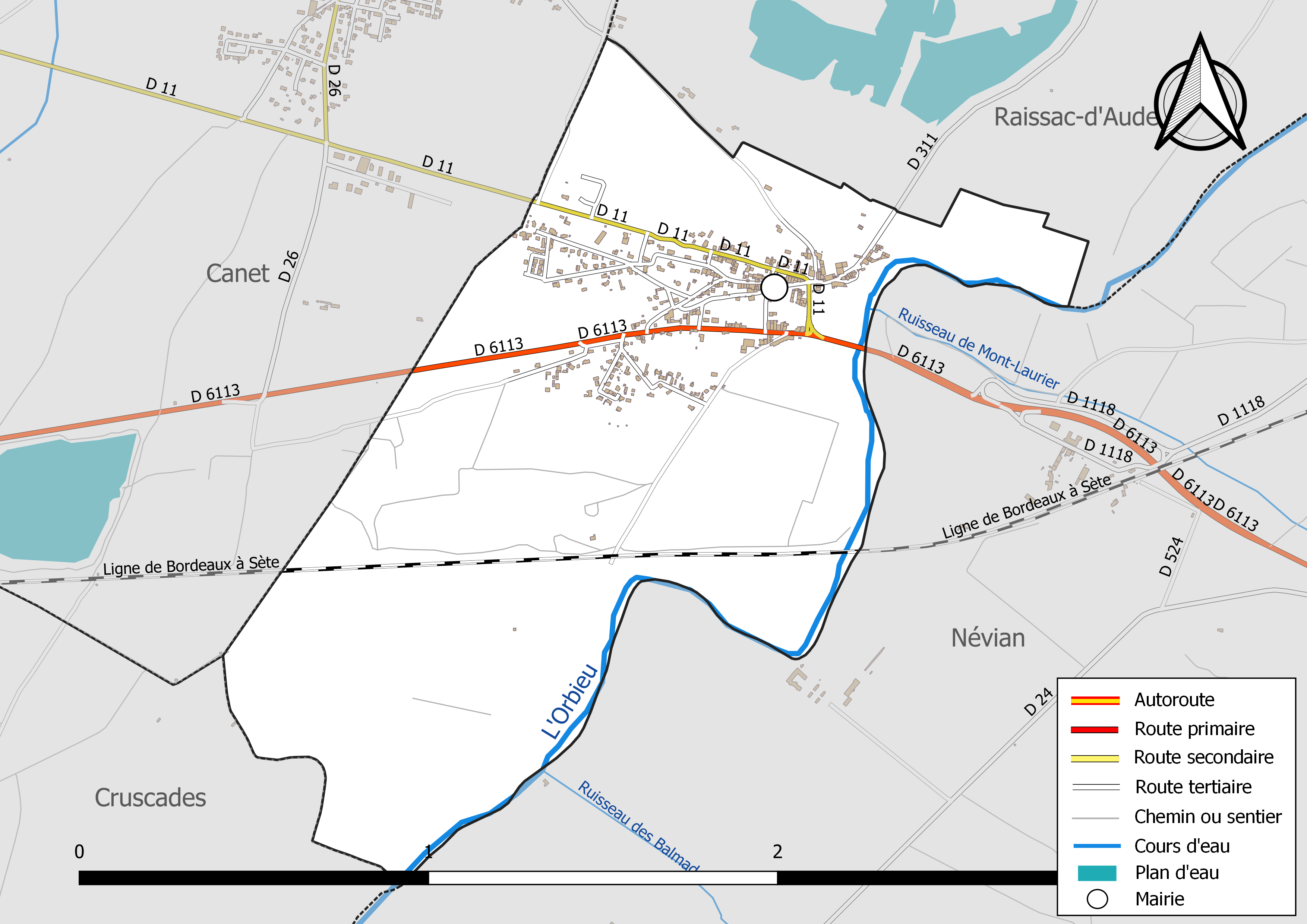
Carte hyudrographique de la commune.

La commune est dans la région hydrographique « Côtiers méditerranéens », au sein du bassin hydrographique Rhône-Méditerranée-Corse.
Elle est drainée par l'Orbieu et le ruisseau de Mont-Laurier, qui constituent un réseau hydrographique de 3 km de longueur totale,.
L'Orbieu, d'une longueur totale de 84,1 km, prend sa source dans la commune de Fourtou et s'écoule du sud-ouest vers le nord-est. Il traverse la commune et se jette dans l'Aude à Saint-Nazaire-d'Aude, après avoir traversé 22 communes.

### Climat
Pour des articles plus généraux, voir Climat de l'Occitanie et Climat de l'Aude.
En 2010, le climat de la commune est de type climat méditerranéen franc, selon une étude s'appuyant sur une série de données couvrant la période 1971-2000. En 2020, Météo-France publie une typologie des climats de la France métropolitaine dans laquelle la commune est exposée à un climat méditerranéen et est dans la région climatique Provence, Languedoc-Roussillon, caractérisée par une pluviométrie faible en été, un très bon ensoleillement (2 600 h/an), un été chaud (21,5 °C), un air très sec en été, sec en toutes saisons, des vents forts (fréquence de 40 à 50 % de vents > 5 m/s) et peu de brouillards.
Pour la période 1971-2000, la température annuelle moyenne est de 15 °C, avec une amplitude thermique annuelle de 15,9 °C. Le cumul annuel moyen de précipitations est de 582 mm, avec 5,9 jours de précipitations en janvier et 2,6 jours en juillet. Pour la période 1991-2020, la température moyenne annuelle observée sur la station météorologique la plus proche, située sur la commune de Lézignan-Corbières à 8 km à vol d'oiseau, est de 15,2 °C et le cumul annuel moyen de précipitations est de 678,7 mm,. Pour l'avenir, les paramètres climatiques de la commune estimés pour 2050 selon différents scénarios d’émission de gaz à effet de serre sont consultables sur un site dédié publié par Météo-France en novembre 2022.

### Milieux naturels et biodiversité

#### Réseau Natura 2000
Le réseau Natura 2000 est un réseau écologique européen de sites naturels d'intérêt écologique élaboré à partir des directives habitats et oiseaux, constitué de zones spéciales de conservation (ZSC) et de zones de protection spéciale (ZPS).
Un site Natura 2000 a été défini sur la commune au titre de la directive habitats : la « vallée de l'Orbieu », d'une superficie de 17 765 ha, servant d'habitat, entre autres, pour le Barbeau méridional et du Desman des Pyrénées en limite nord de répartition.

#### Zones naturelles d'intérêt écologique, faunistique et floristique
L’inventaire des zones naturelles d'intérêt écologique, faunistique et floristique (ZNIEFF) a pour objectif de réaliser une couverture des zones les plus intéressantes sur le plan écologique, essentiellement dans la perspective d’améliorer la connaissance du patrimoine naturel national et de fournir aux différents décideurs un outil d’aide à la prise en compte de l’environnement dans l’aménagement du territoire.
Une ZNIEFF de type 2 est recensée sur la commune :
la « vallée aval de l'Orbieu » (445 ha), couvrant 12 communes du département.

Cartographie environnementale de la commune.
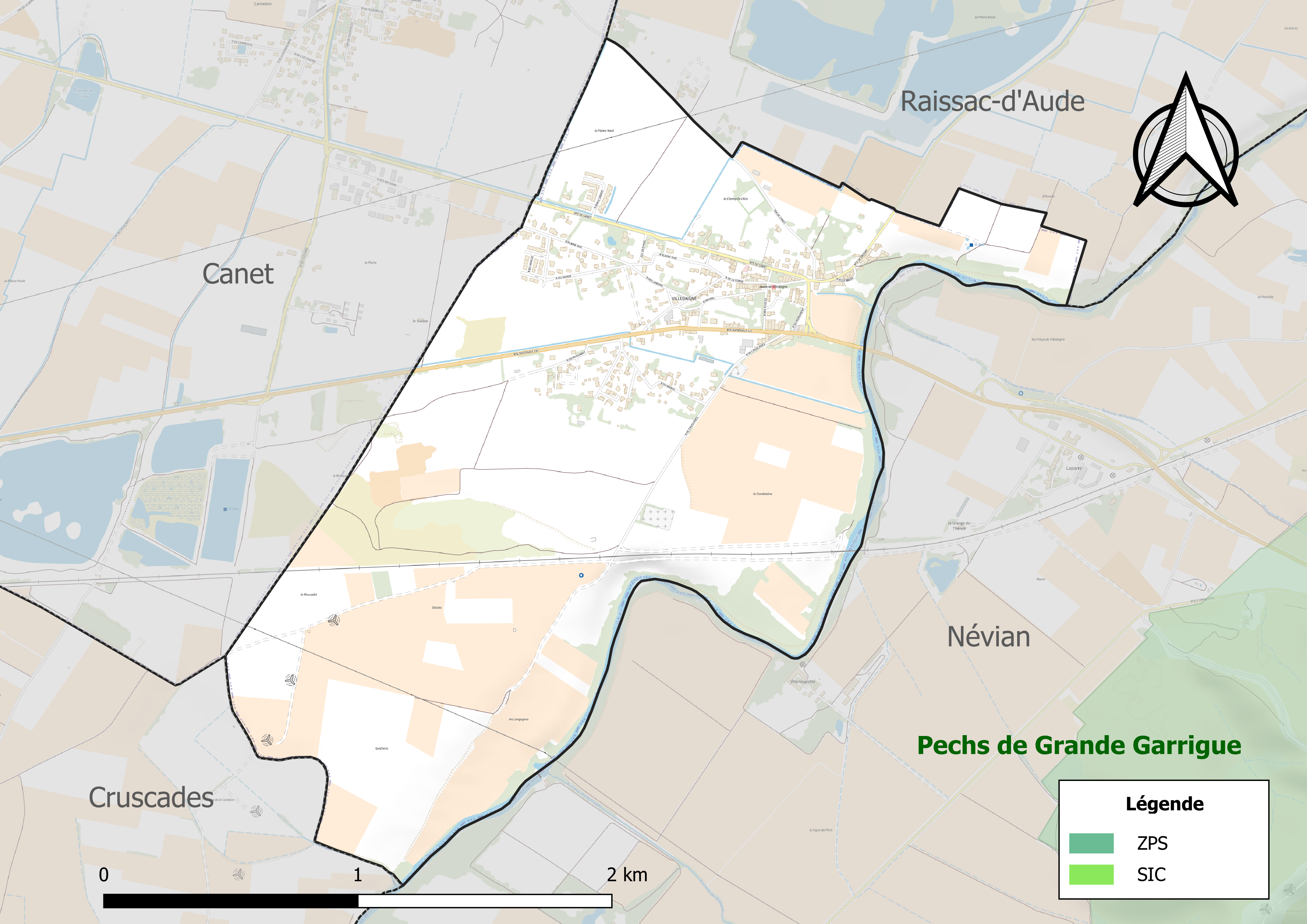
Site Natura 2000 sur le territoire communal.
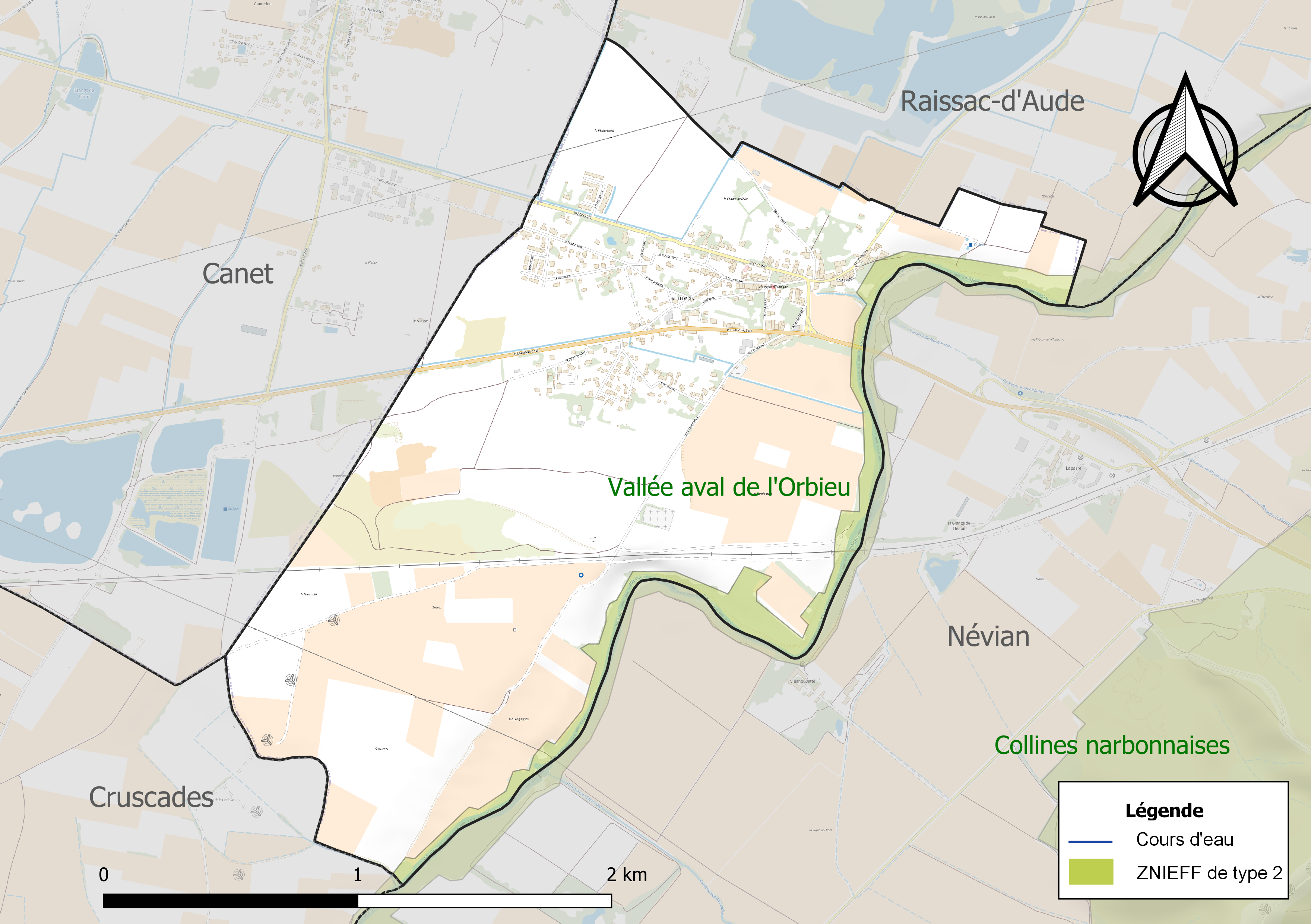
Carte de la ZNIEFF de type 2 localisée sur la commune.

## Urbanisme

### Typologie
Au 1er janvier 2024, Villedaigne est catégorisée bourg rural, selon la nouvelle grille communale de densité à 7 niveaux définie par l'Insee en 2022.
Elle appartient à l'unité urbaine de Canet, une agglomération intra-départementale dont elle est une commune de la banlieue,. Par ailleurs la commune fait partie de l'aire d'attraction de Narbonne, dont elle est une commune de la couronne,.
Cette aire, qui regroupe 71 communes, est catégorisée dans les aires de 50 000 à moins de 200 000 habitants,.

### Occupation des sols

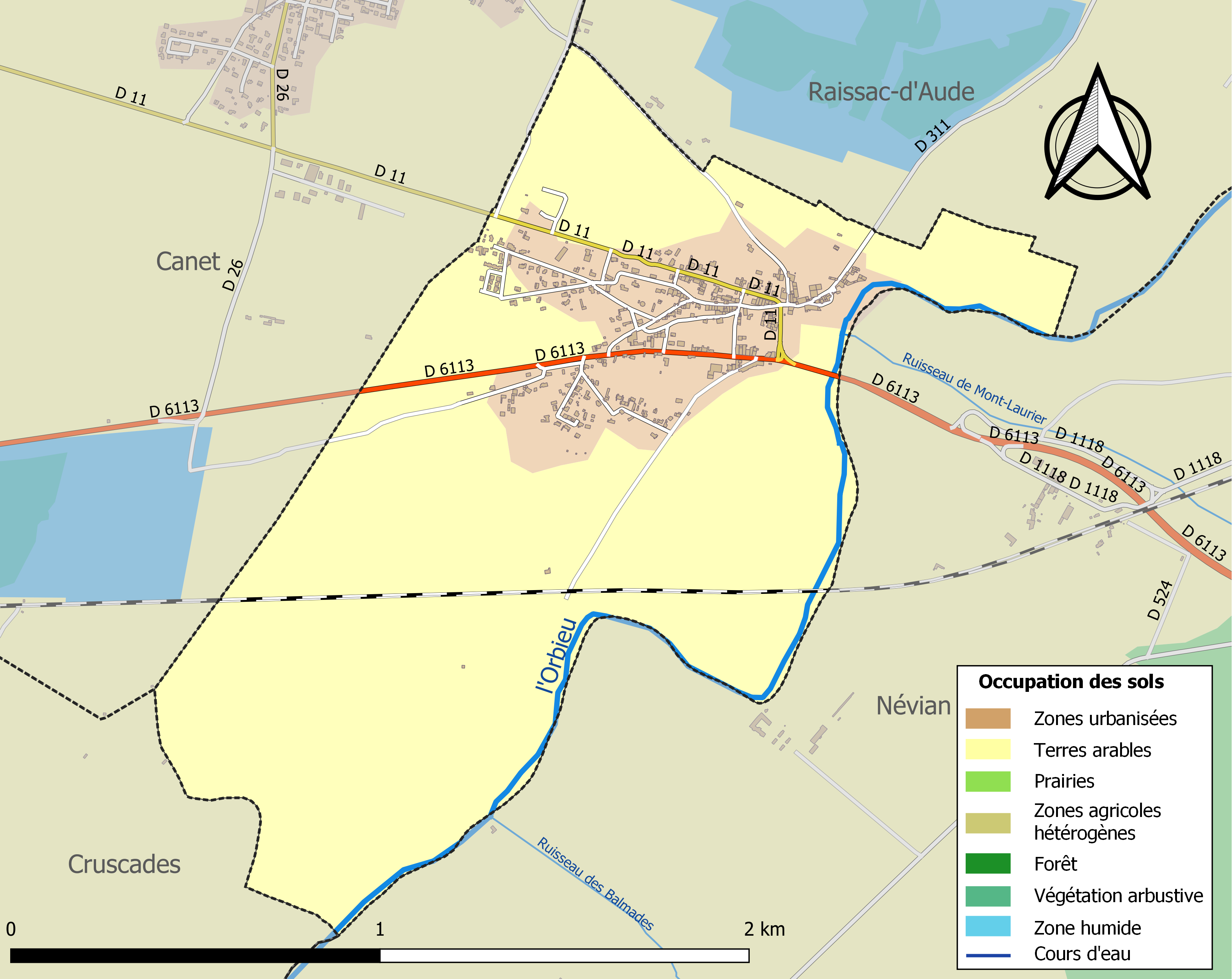
Carte des infrastructures et de l'occupation des sols de la commune en 2018 (CLC).

L'occupation des sols de la commune, telle qu'elle ressort de la base de données européenne d’occupation biophysique des sols Corine Land Cover (CLC), est marquée par l'importance des territoires agricoles (83,1 % en 2018), une proportion identique à celle de 1990 (83,1 %).
La répartition détaillée en 2018 est la suivante : 
cultures permanentes (83,1 %), zones urbanisées (16,9 %).
L'évolution de l’occupation des sols de la commune et de ses infrastructures peut être observée sur les différentes représentations cartographiques du territoire : la carte de Cassini (XVIIIe siècle), la carte d'état-major (1820-1866) et les cartes ou photos aériennes de l'IGN pour la période actuelle (1950 à aujourd'hui).

### Habitat et logement
En 2021, le nombre total de logements dans la commune était de 312, alors qu'il était de 257 en 2016 et de 239 en 2011.
Parmi ces logements, 82,1 % étaient des résidences principales, 9,5 % des résidences secondaires et 8,4 % des logements vacants. Ces logements étaient pour 99 % d'entre eux des maisons individuelles et pour 1 % des appartements.
Le tableau ci-dessous présente la typologie des logements à Villedaigne en 2021 en comparaison avec celle de l'Aude et de la France entière. Une caractéristique marquante du parc de logements est ainsi la faible proportion des résidences secondaires et logements occasionnels (9,5 %) par rapport au département (25,3 %) et à la France entière (9,7 %).
| Typologie                                               | Villedaigne | Aude | France entière |
| ------------------------------------------------------- | ----------- | ---- | -------------- |
| Résidences principales (en %)                           | 82,1        | 66,6 | 82,2           |
| Résidences secondaires et logements occasionnels (en %) | 9,5         | 25,3 | 9,7            |
| Logements vacants (en %)                                | 8,4         | 8,1  | 8,1            |

### Voies de communication et transports
Villedaigne est desservie par l'ancienne route nationale 113 (actuelle RD 6113) qui la relie notamment à Narbonne et à Lézignan-Corbières.
La commune est desservie par la ligne 12 des Autobus de Narbonne.
La ligne de Bordeaux-Saint-Jean à Sète-Ville traverse la commune, mais la gare de Villedaigne ayant été supprimée, les stations de chemins de fer les plus proches sont les gares de Lézignan-Corbières et de Narbonne, mieux desservie.

### Risques naturels et technologiques
Le territoire de la commune de Villedaigne est vulnérable à différents aléas naturels : météorologiques (tempête, orage, neige, grand froid, canicule ou sécheresse), inondations et séisme (sismicité faible). Il est également exposé à un risque technologique,  le transport de matières dangereuses.
Un site publié par le BRGM permet d'évaluer simplement et rapidement les risques d'un bien localisé soit par son adresse soit par le numéro de sa parcelle.

#### Risques naturels
Certaines parties du territoire communal sont susceptibles d’être affectées par le risque d’inondation par débordement de cours d'eau, notamment le ruisseau de Glandes. La commune a été reconnue en état de catastrophe naturelle au titre des dommages causés par les inondations et coulées de boue survenues en 1982, 1992, 1996, 1999, 2000, 2005, 2006, 2009, 2010, 2013, 2014, 2017 et 2018,.

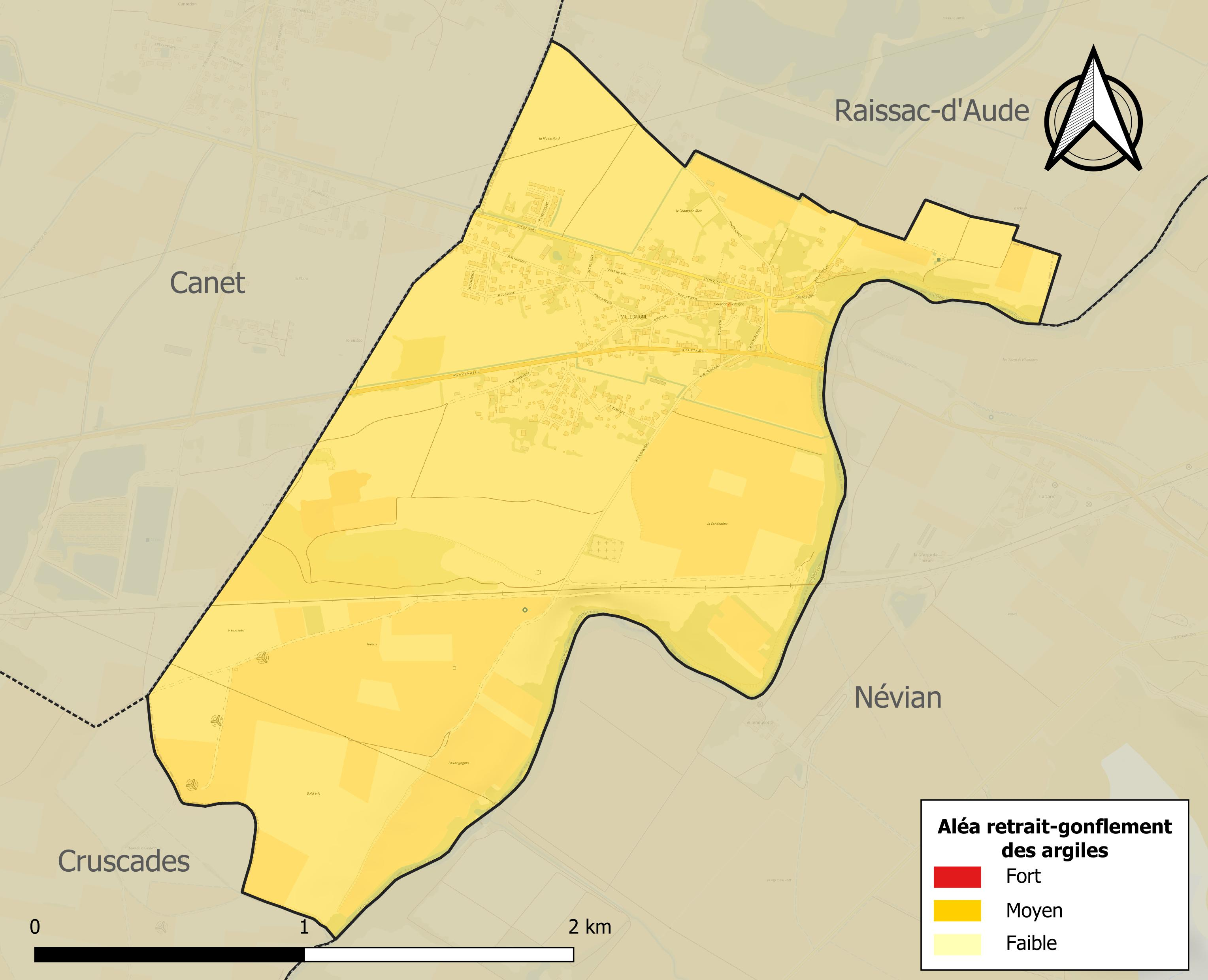
Carte des zones d'aléa retrait-gonflement des sols argileux de Villedaigne.

Le retrait-gonflement des sols argileux est susceptible d'engendrer des dommages importants aux bâtiments en cas d’alternance de périodes de sécheresse et de pluie. La totalité de la commune est en aléa moyen ou fort (75,2 % au niveau départemental et 48,5 % au niveau national). Sur les 279 bâtiments dénombrés sur la commune en 2019, 279 sont en aléa moyen ou fort, soit 100 %, à comparer aux 94 % au niveau départemental et 54 % au niveau national. Une cartographie de l'exposition du territoire national au retrait gonflement des sols argileux est disponible sur le site du BRGM,.

#### Risques technologiques
Le risque de transport de matières dangereuses sur la commune est lié à sa traversée par une route à fort trafic et une ligne de chemin de fer. Un accident se produisant sur de telles infrastructures est en effet susceptible d’avoir des effets graves au bâti ou aux personnes jusqu’à 350 m, selon la nature du matériau transporté. Des dispositions d’urbanisme peuvent être préconisées en conséquence.

## Histoire

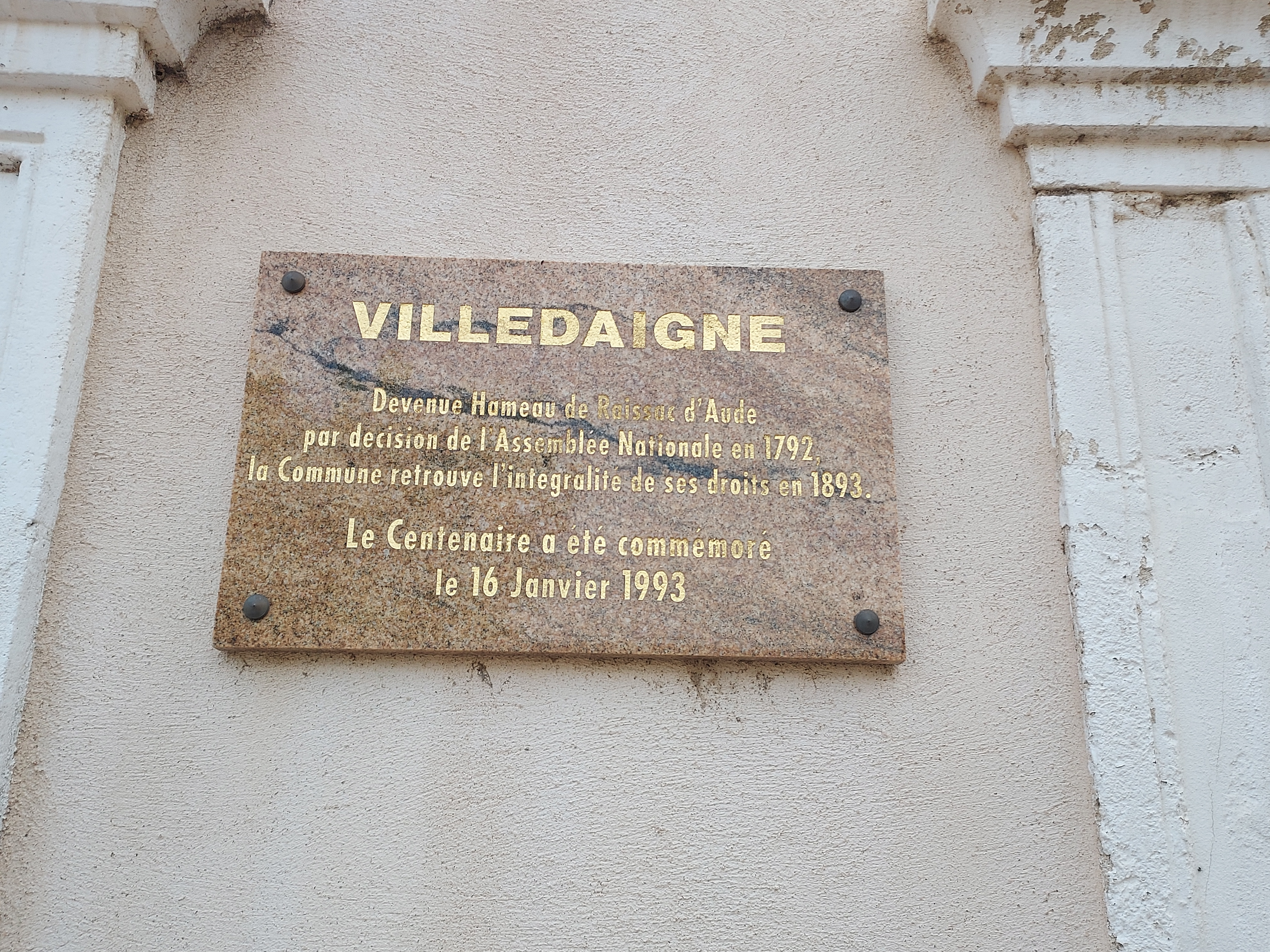
Plaque commémorative de la création de la commune, sur la mairie.

### Moyen Âge
On a longtemps cru que la bataille où se sont affrontés le comte de Toulouse Guillaume de Gellone et les musulmans d'Espagne en 793, s'était déroulée sur l'Orbieu près de Villedaigne. D'où le nom de bataille de Villedaigne qui lui a été donnée. Mais depuis les travaux d'Élie Griffe en 1941, poursuivis par André Bonnery et Gauthier Langlois, cette bataille est désormais localisée près de Carcassonne, sur l'Orbiel entre Villalier, Villedubert et Malves-en-Minervois.

### Époque contemporaine
Villedaigne est initialement un hameau de la commune de Raissac-d'Aude instituée par la Révolution française. Elle est érigée en commune en 1892.

## Politique et administration

### Rattachements administratifs et électoraux

#### Rattachements administratifs
La commune se trouve depuis sa création en 1892 dans l'arrondissement de Narbonne du département de l'Aude.
Elle faisait partie de sa création à 1973 du canton de Narbonne, année où celui-ci est scindé et la commune rattachée au canton de Narbonne-Ouest. Dans le cadre du redécoupage cantonal de 2014 en France, cette circonscription administrative territoriale a disparu, et le canton n'est plus qu'une circonscription électorale.

#### Rattachements électoraux
Pour les élections départementales, la commune fait partie depuis 2014 du canton de Narbonne-1.
Pour l'élection des députés, elle fait partie de la deuxième circonscription de l'Aude.

### Intercommunalité
Penvénan était membre de la communauté de communes du Pays du Coquelicot, un établissement public de coopération intercommunale (EPCI) à fiscalité propre créé en 2001 et auquel la commune avait transféré un certain nombre de ses compétences, dans les conditions déterminées par le code général des collectivités territoriales.
Dans le cadre des dispositions de la loi portant nouvelle organisation territoriale de la République du 7 août 2015, qui prévoit que les établissements publics de coopération intercommunale (EPCI) à fiscalité propre doivent avoir un minimum de 15 000 habitants, cette intercommunalité a fusionné avec sa voisine pour former, le 1er janvier 2017, la communauté de communes du Haut Pays du Montreuillois, dont est désormais membre la commune.

## Équipements et services publics

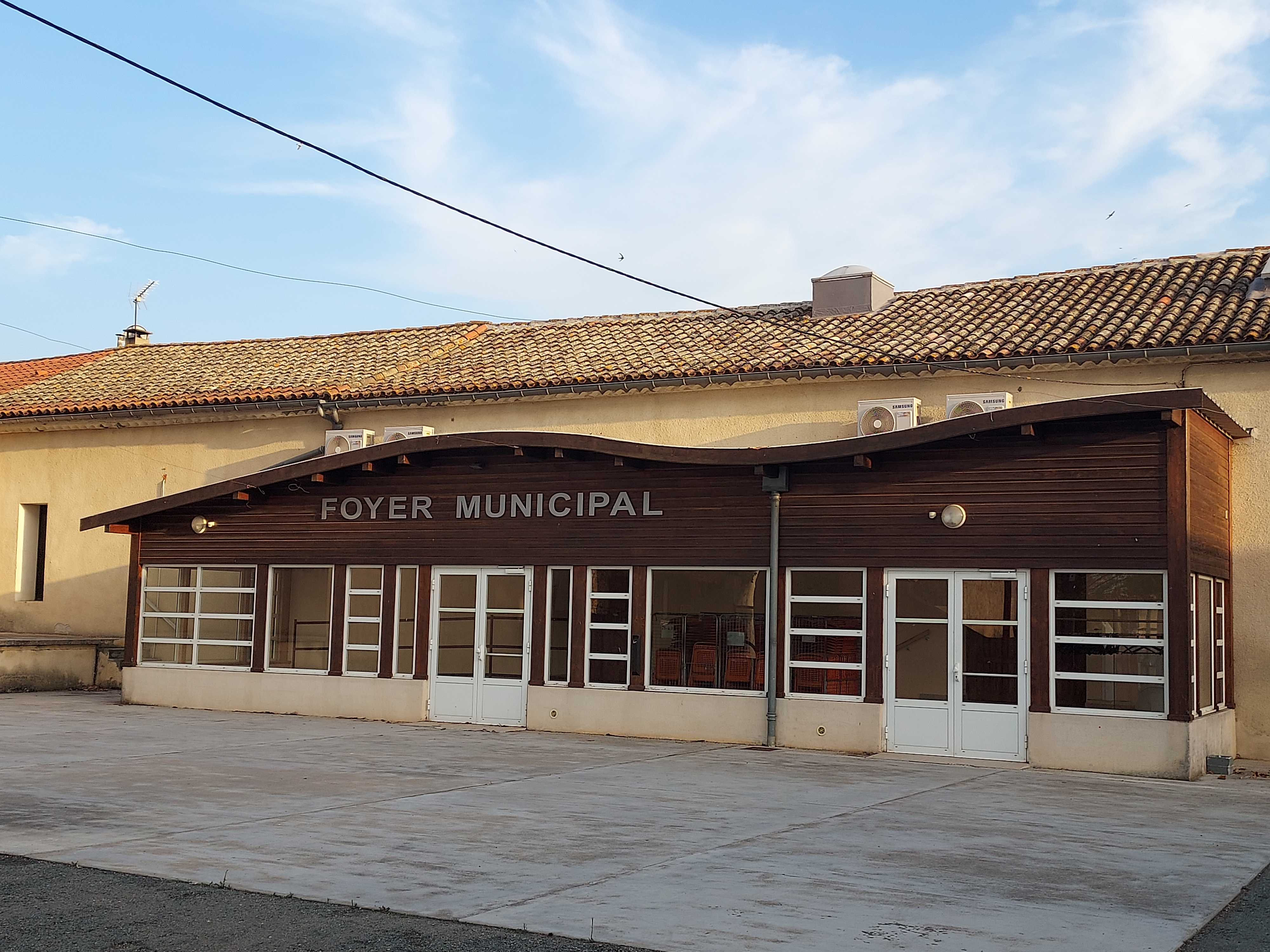
Le foyer municipal.

### Liste des maires
| Période                                  | Période                        | Identité         | Étiquette           | Qualité |
| ---------------------------------------- | ------------------------------ | ---------------- | ------------------- | --- |
| Les données manquantes sont à compléter. |                                |                  |                     | |
| 1979                                     | 2011                           | Robert Loïs      | PS                  | Démissionnaire |
| février 2011                             | décembre 2017                  | Alain Péréa      | PS puis En Marche ! | Directeur Général des Services à la mairie de Narbonne Vice-président de la CA Grand Narbonne (2014 → 2017) Député de l'Aude (2e circ.) (2017 → 2022) Démissionnaire à la suite de son élection comme député |
| février 2018                             | 2022                           | Lydie Loïs       |                     | Démissionnaire |
| janvier 2023,                            | En cours (au 30 novembre 2023) | Sylvain Maillard |                     | Chef d'entreprise |

## Population et société
Les habitants sont appelés les Villedaignais ou  Villedaignaises.

### Démographie
L'évolution du nombre d'habitants est connue à travers les recensements de la population effectués dans la commune depuis 1896. Pour les communes de moins de 10 000 habitants, une enquête de recensement portant sur toute la population est réalisée tous les cinq ans, les populations de référence des années intermédiaires étant quant à elles estimées par interpolation ou extrapolation. Pour la commune, le premier recensement exhaustif entrant dans le cadre du nouveau dispositif a été réalisé en 2008.

En 2022, la commune comptait 573 habitants, en évolution de +12,57 % par rapport à 2016 (Aude : +2,65 %, France hors Mayotte : +2,11 %).
| 1896 | 1901 | 1906 | 1911 | 1921 | 1926 | 1931 | 1936 | 1946 |
| ---- | ---- | ---- | ---- | ---- | ---- | ---- | ---- | ---- |
| 467  | 486  | 440  | 450  | 495  | 462  | 567  | 504  | 449  |

| 1954 | 1962 | 1968 | 1975 | 1982 | 1990 | 1999 | 2006 | 2008 |
| ---- | ---- | ---- | ---- | ---- | ---- | ---- | ---- | ---- |
| 402  | 371  | 407  | 410  | 423  | 467  | 463  | 465  | 466  |

| 2013 | 2018 | 2022 | - | - | - | - | - | - |
| ---- | ---- | ---- | - | - | - | - | - | - |
| 494  | 512  | 573  | - | - | - | - | - | - |

Villedaigne est une commune rurale qui a  connu une forte hausse de la population depuis 1975.

## Économie

### Revenus
En 2018  (données Insee publiées en septembre 2021), la commune compte 242 ménages fiscaux, regroupant 546 personnes. La médiane du revenu disponible par unité de consommation est de 16 250 € (19 240 € dans le département).

### Emploi
| Division       | 2008   | 2013   | 2018   |
| -------------- | ------ | ------ | ------ |
| Commune        | 13,7 % | 15,2 % | 13 %   |
| Département    | 10,2 % | 12,8 % | 12,6 % |
| France entière | 8,3 %  | 10 %   | 10 %   |

En 2018, la population âgée de 15 à 64 ans s'élève à 276 personnes, parmi lesquelles on compte 72,8 % d'actifs (59,8 % ayant un emploi et 13 % de chômeurs) et 27,2 % d'inactifs,. Depuis 2008, le taux de chômage communal (au sens du recensement) des 15-64 ans est supérieur à celui de la France et du département.
La commune fait partie de la couronne de l'aire d'attraction de Narbonne, du fait qu'au moins 15 % des actifs travaillent dans le pôle,. Elle compte 63 emplois en 2018, contre 51 en 2013 et 55 en 2008. Le nombre d'actifs ayant un emploi résidant dans la commune est de 167, soit un indicateur de concentration d'emploi de 37,5 % et un taux d'activité parmi les 15 ans ou plus de 48 %.
Sur ces 167 actifs de 15 ans ou plus ayant un emploi, 34 travaillent dans la commune, soit 20 % des habitants. Pour se rendre au travail, 86,2 % des habitants utilisent un véhicule personnel ou de fonction à quatre roues, 2,4 % les transports en commun, 4,8 % s'y rendent en deux-roues, à vélo ou à pied et 6,6 % n'ont pas besoin de transport (travail au domicile).

## Culture locale et patrimoine

### Lieux et monuments
- Église Saint-Hippolyte de Villedaigne.

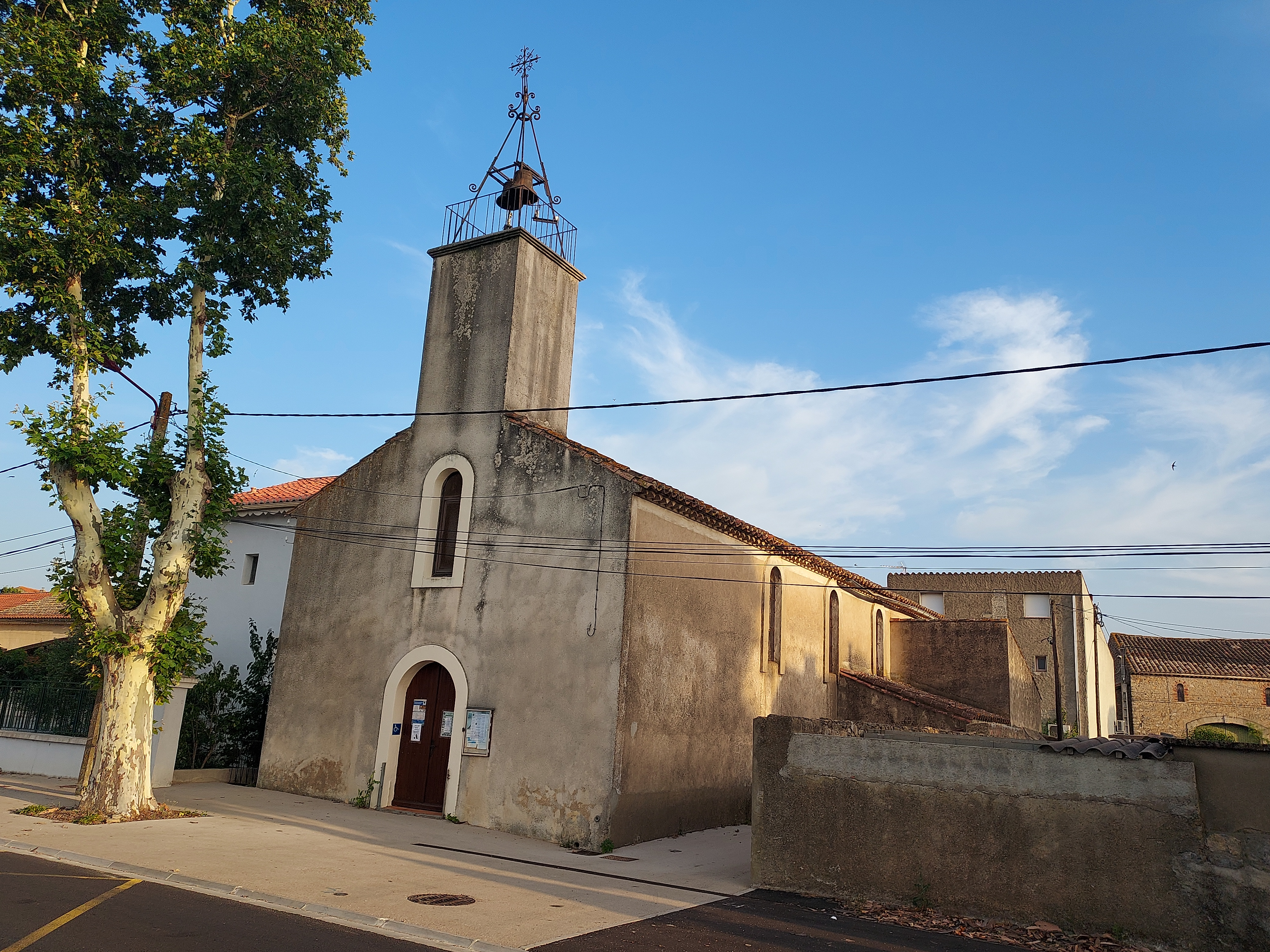
L'église Saint-Hippolyte...
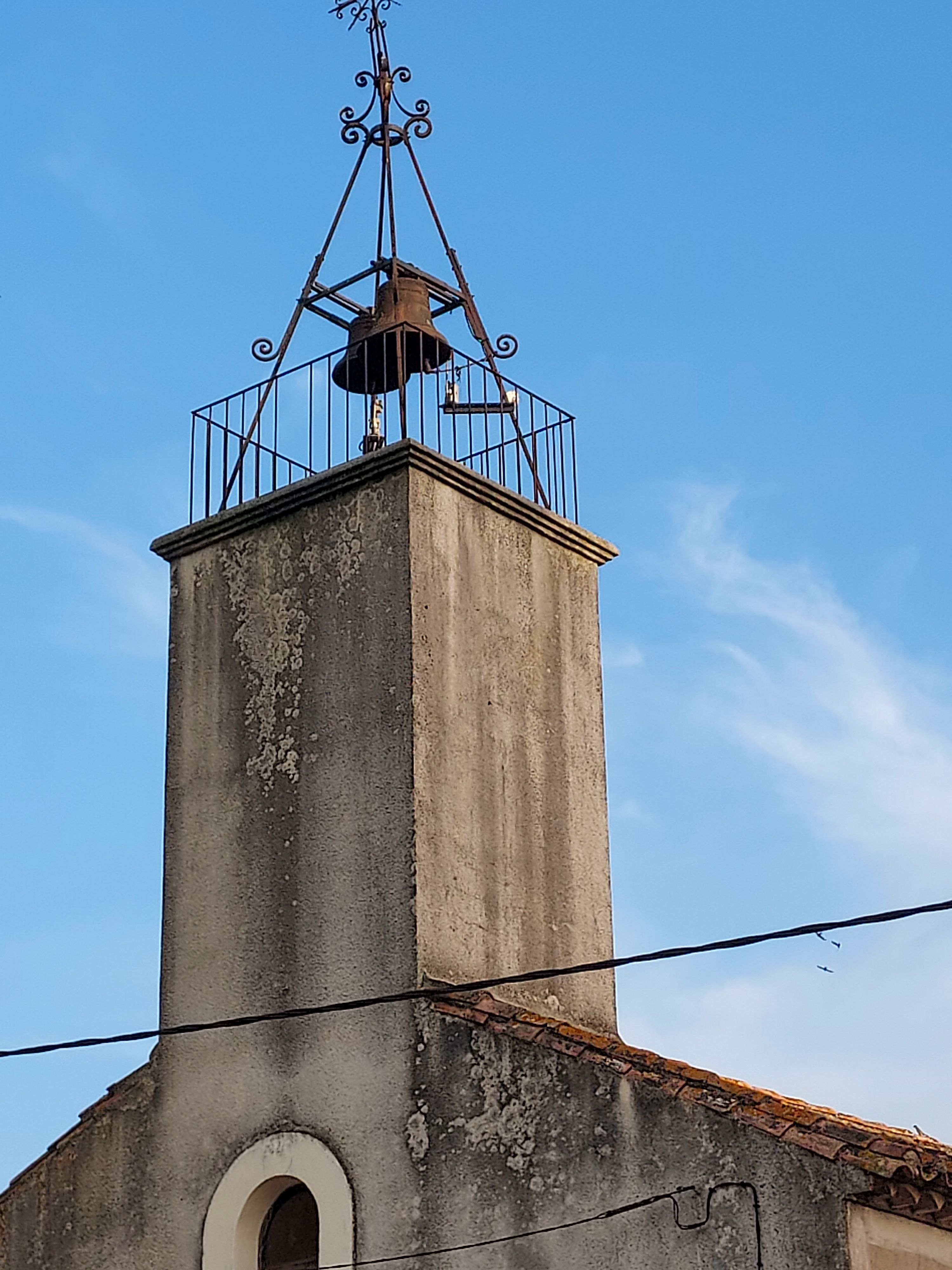
... et son clocher.
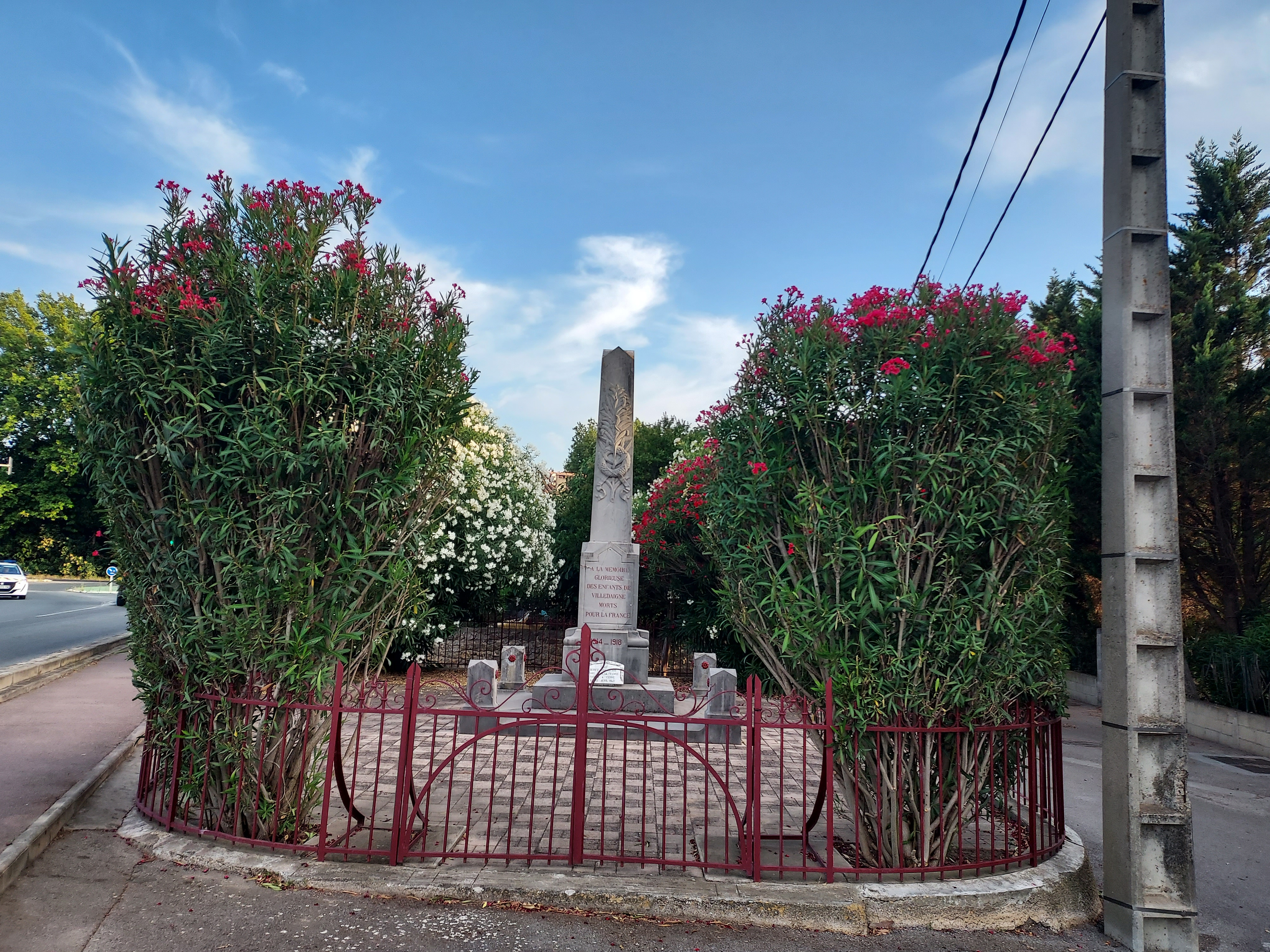
Le monument aux morts.

### Héraldique
| Blason de Villedaigne | Blason  | D'argent à un pal fuselé d'or et de gueules.     |
| Blason de Villedaigne | Détails | Le statut officiel du blason reste à déterminer. |

## Pour approfondir